# کوه برنجیک
 کوه برنجیک یک کوه در البرز مرکزی رشته کوه البرز در استان البرز ایران است. این کوه ۱۶۷۱ متر ارتفاع دارد.